# Балтийский пролив

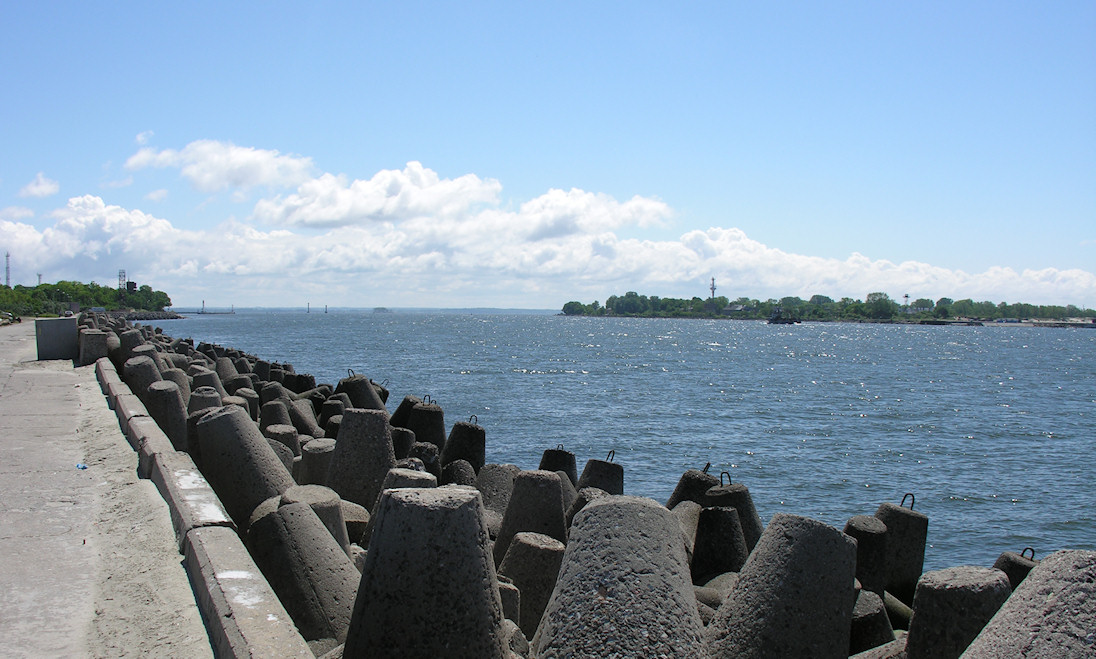
Вид на пролив в сторону Калининградского залива

Балтийский пролив (нем. Pillauer-Tief — Пиллауский пролив, устар. Пиллавский пролив) — самый западный пролив России. Расположен в 30 километрах к западу от Калининграда, соединяет Калининградский залив и Гданьский залив и отделяет Пиллауский полуостров от Балтийской косы. Пролив находится на территории города Балтийска (бывшего Пилла́у).

## История
Балтийская коса многократно размывалась водами Гданьского залива. Таким образом, водообмен Калининградского залива с Балтийским морем через Гданьский залив долгое время осуществлялся через новообразованные штормами и течениями проливы. Первый исторически задокументированный пролив на этом месте образовался ещё в 1376 году, но был засыпан песком для спасения судоходства по существовавшему в то время Лохштедскому проливу в 1,2 км севернее существующего пролива. В 1497 году после шторма пролив образовался вновь, но опять был занесен песком. 10 сентября 1510 года в результате сильного шторма на том же месте снова образовался пролив. До этого существовал пролив напротив Эльбинга. В том же году он был искусственно углублён. Пролив стал шестым и последним значительным природным образованием, отмеченным на Балтийской косе в историческое время. Тогда он стал известен как Нойтиф (нем. Neue-Tief — новая глубина). Пролив сыграл значительную роль в истории Кёнигсберга, ускорив его развитие.
В 1901 году был создан Кёнигсбергский морской канал, который начинался восточнее пролива. В 1960-х годах пролив был расширен, углублён, так же были усилены южный и северный молы.
В годы Великой Отечественной войны велись бои за обладание проливом.